# György Lippay
Le comte György Lippay de Zombor, né le 9 octobre 1600 à Presbourg en Hongrie royale, et mort le 30 janvier 1666 dans la même ville, est un théologien catholique, archevêque d'Esztergom et primat de Hongrie.

## Biographie
György Lippay est le fils aîné  du conseiller de la cour de Vienne János Lippay et de son épouse Maria Serényi Landovicz. Il commença sa scolarité à Presbourg et à Vienne, puis fréquenta l'université de Graz, où il obtint son doctorat en philosophie. Il se rendit ensuite à Rome pour y étudier la théologie. En 1625, il arriva en Hongrie et devint chanoine au siège de l'archevêché d'Esztergom. Il connut ensuite  une carrière fulgurante : en 1631, il fut nommé évêque de Pécs. Le 1er février 1633, il devint évêque de Veszprém pour ensuite devenir évêque d'Eger le 1er mai 1637.
Finalement, György Lippay fut nommé archevêque d'Esztergom et primat de Hongrie en 1642. Il prit pour devise : "CONIUNGERE DEO ET SUSTINE" et exerça cette fonction jusqu'à sa mort en 1666. Le siège de l'archevêché était à cette époque Trnava, la ville d'Esztergom étant sous domination ottomane depuis 1543. Il fit agrandir et élargir l'université de Trnava et y installa le 31 juillet 1649 une faculté de droit grâce à un don personnel de 15.000 florins.
En sa qualité de primat de Hongrie et d'archevêque d'Esztergom, il couronna dans la cathédrale Saint-Martin de Presbourg Ferdinand IV le 16 juin 1647, Éléonore le 6 juin 1655 et Léopold Ier le 27 juin de la même année, au titre de roi apostolique de Hongrie.
Il se montra très intolérant envers les luthériens et les calvinistes, conformément à l'esprit de la Contre-Réforme. C'est surtout dans les petites villes de province de Žitný ostrov qu'il persécuta les prédicateurs protestants et les remplaça par des jésuites. Il ne tolérait pas les mariages mixtes confessionnels, et insistait pour que la partie non catholique se convertisse au catholicisme avant le mariage.
György Lippay était passionné par les sciences naturelles. Il s'intéressait tout particulièrement à l'alchimie et rédigea un ouvrage à ce sujet intitulé Mons Magnesiae Ex Quo Obscurum sed Verum Subjectum Philosophorum effonditur et Expresse denominatur, qu'il dédia à l'empereur Léopold Ier.
Bien que Trnava fut temporairement le siège officiel de l'archevêché à cette époque, les archevêques résidaient principalement à Presbourg. Au milieu du XVIIe siècle, György Lippay acquit donc le palais d'été des archevêques de la ville, construit en 1614 par l'un de ses prédécesseurs, l'archevêque Ferenc Forgách (1560 - 1615). Autour de la résidence, il fit aménager un magnifique jardin - devenu célèbre sous le nom de "jardin de Presbourg" (Posoni kert en hongrois) - avec des plantes et des végétaux rares. De magnifiques allées d'arbres exotiques clôturées par des sculptures y furent aménagées. Avec l'aide de son frère cadet János Lippay, qui vécut à la cour de l'archevêque de Presbourg entre 1659 et 1666, le "jardin de Presbourg", un jardin botanique de style Renaissance fut développé jusqu'à son plein épanouissement. Entre 1664 et 1667, une description en trois volumes des curiosités de ce jardin fut publiée sous forme imprimée à Vienne. Au cours des décennies suivantes, l'aire du jardin fut de plus en plus restreinte par de nouveaux parcellaires, jusqu'à sa disparition totale. Aujourd'hui, à part l'ancienne résidence d'été, il n'en reste plus rien.
György Lippay était un homme très cultivé, qui était actif dans le domaine de l'édition. Plusieurs de ses ouvrages ont également été publiés. Il possédait - pour l'époque - une vaste bibliothèque de plus de 3000 volumes, dont une grande partie se trouve aujourd'hui à la bibliothèque de l'archevêché d'Esztergom.
En tant qu'observateur critique de la situation politique dans le royaume de Hongrie, et en tant que Hongrois patriote, György Lippay n'était pas d'accord avec les résultats de la paix de Vasvár conclue avec l'Empire ottoman. Bien qu'il fût un partisan convaincu de la maison des Habsbourg, il sympathisa tout de même avec la conjuration des magnats de Ferenc Wesselényi qui s'est ensuivie. Lippay n'eut pas à souffrir de la répression de la conspiration, puisqu'il mourut à Presbourg le 30 janvier 1666, avant que celle-ci ne soit découverte. Il fut enterré dans la crypte de la cathédrale Saint-Martin de Presbourg avec tous les honneurs épiscopaux.

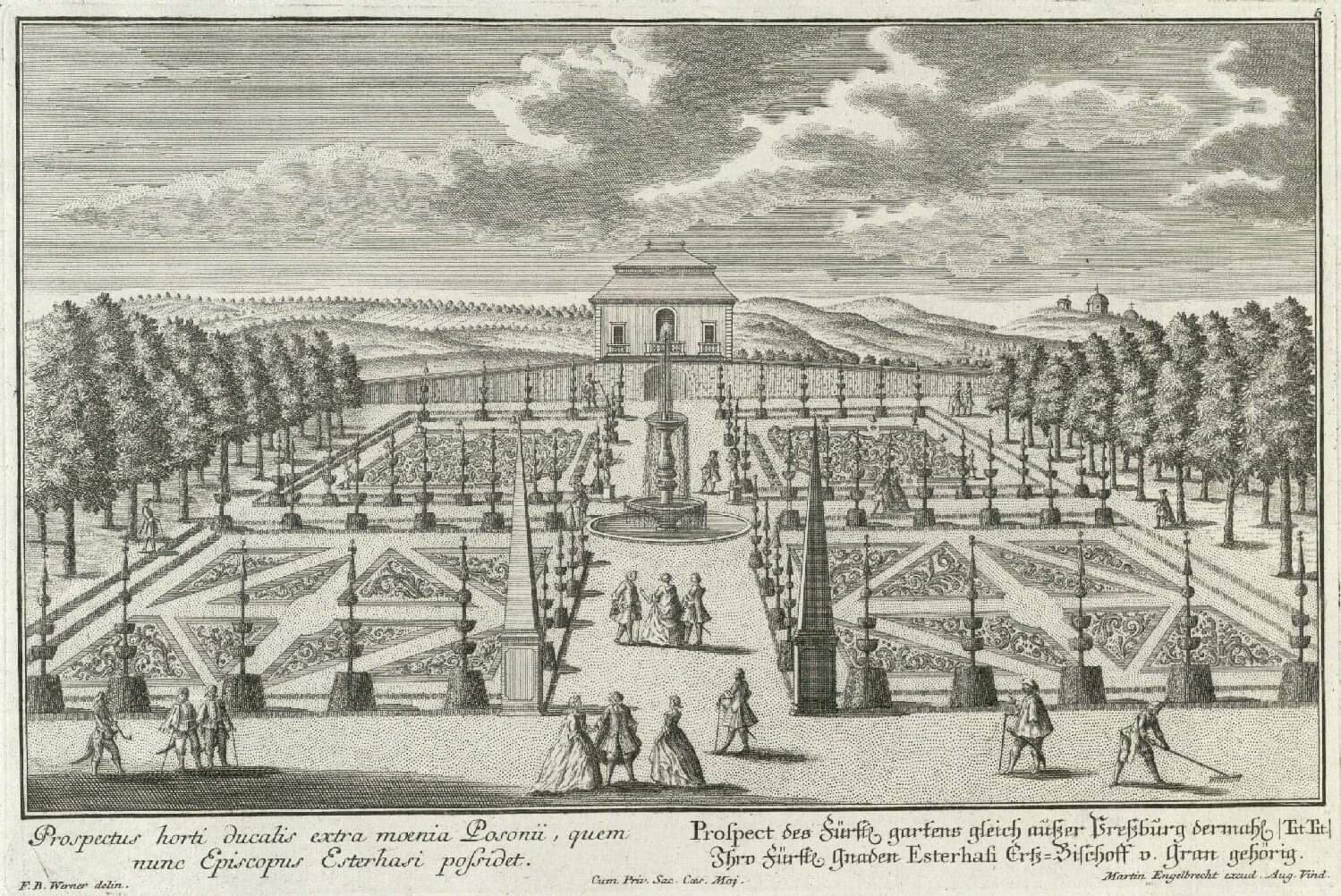
Jardin de l'ancien palais d'été de l'archevêque à Presbourg dans la première moitié du XVIIIe siècle. À droite, en arrière-plan, les chapelles du Calvaire de Bratislava. .
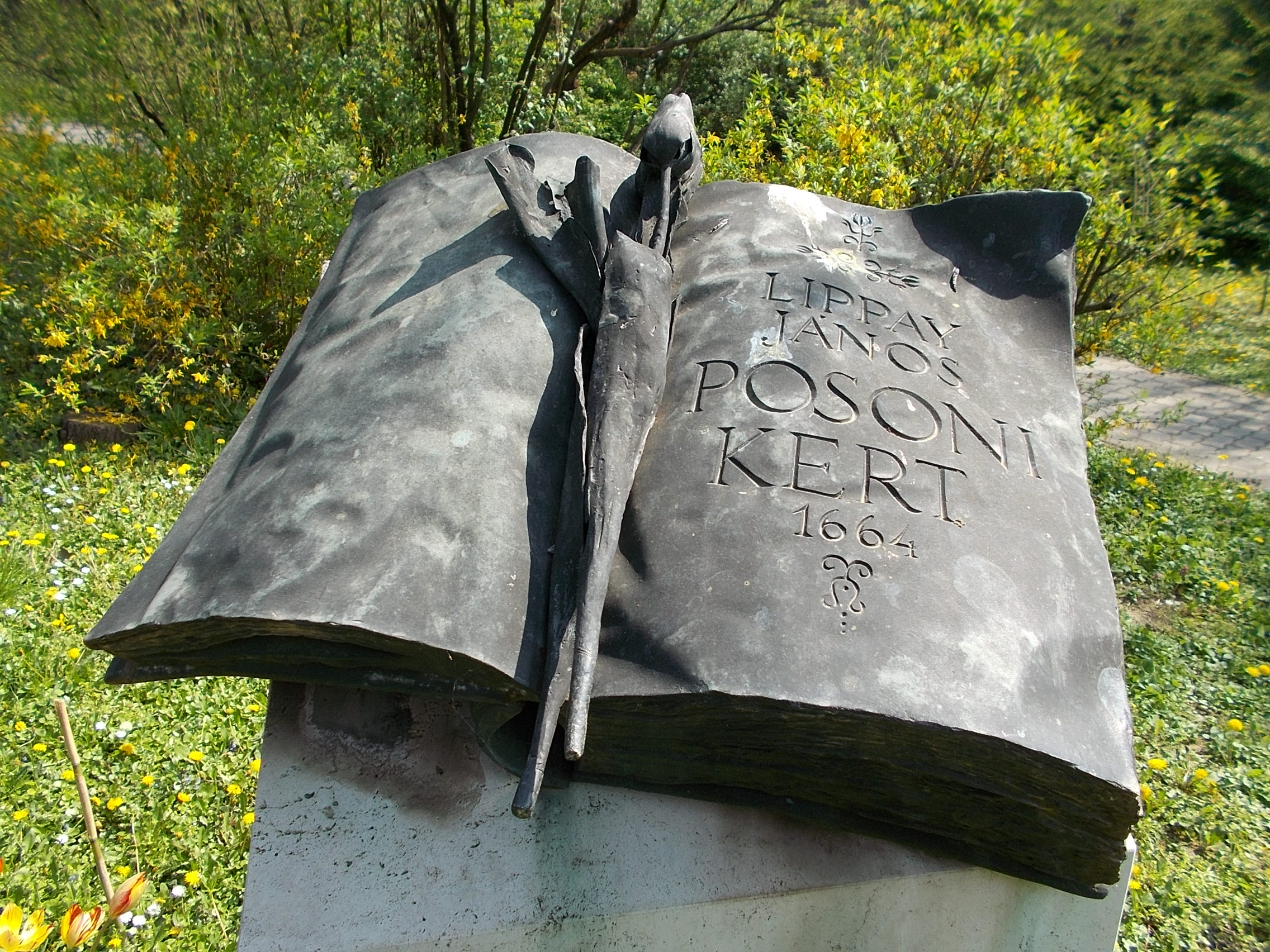
Pierre commémorative du "jardin de Presbourg" dans l'arboretum de Budapest.